# Bernina Express
El Bernina Express es un tren turístico del Ferrocarril Rético (RhB) (Ferrovia Retica, en italiano). Junto con el Glacier Express constituye una de las atracciones turísticas de Suiza. Los trayectos por los que circula este tren, la línea del Albula y la línea del Bernina, figuran desde 2008 en el Patrimonio de la Humanidad de la Unesco.

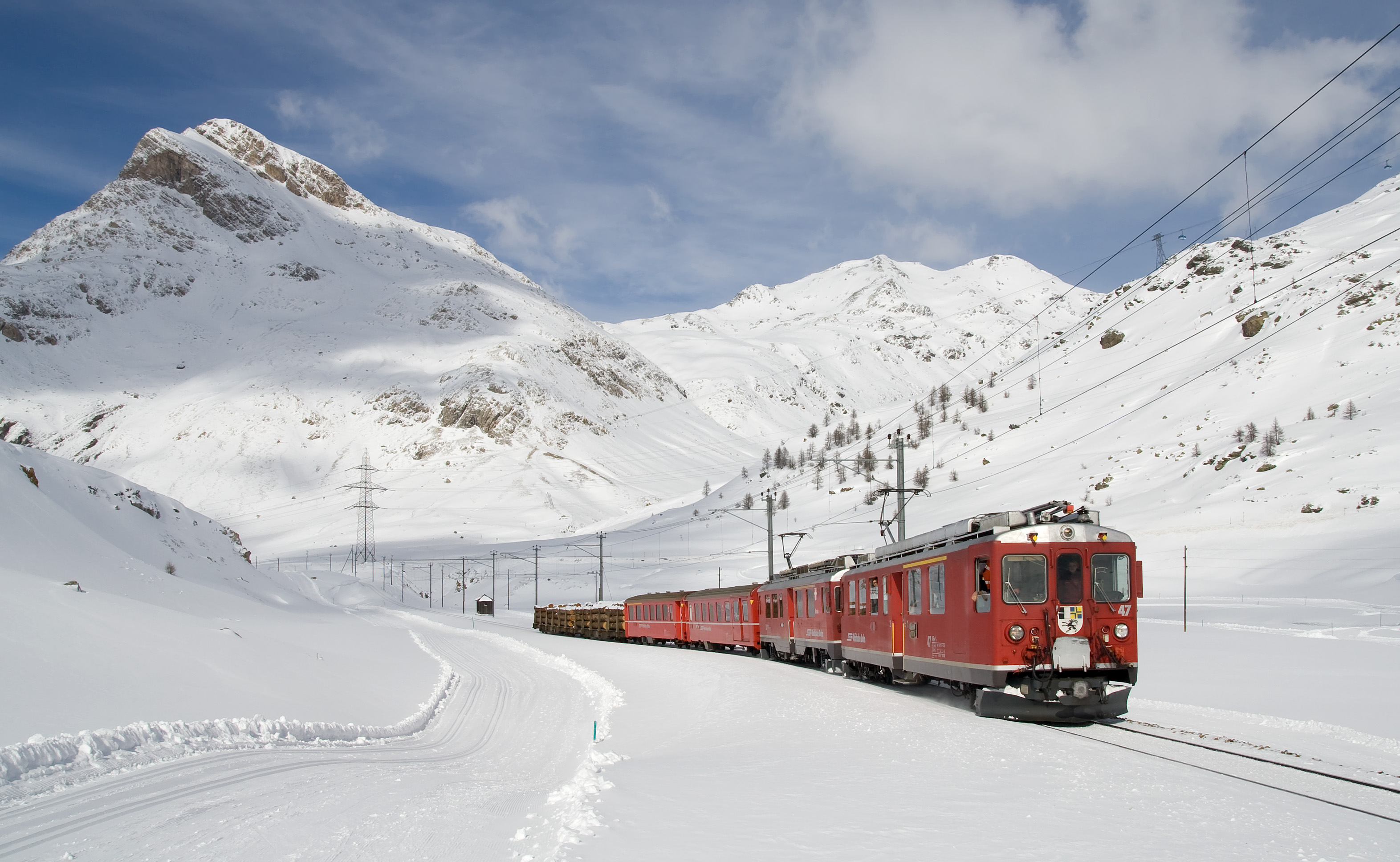
El Bernina Express cerca de Ospizio Bernina.

El Bernina Express parte de la estación de Coira, a 585  m s. n. m. (metros sobre el nivel del mar) en dirección a Thusis y recorre la línea del Albula hasta Pontresina, donde cambia la alimentación de la catenaria, pasando de 11.000 V 16,7 Hz de corriente alterna a 1000 V corriente continua de la línea del Bernina. El trazado asciende hasta la estación de Ospizio Bernina a 2.253 m s. n. m. y desciende luego en numerosas curvas hacia Alp Grüm y Poschiavo. El terminal de la línea es la estación de Tirano (Italia), solo a 429 m s. n. m. En el año 2013, el tren tardaba 4 horas y 4 minutos para los 144 km que separan Coira de Tirano.

## Historia
En vista del éxito obtenido con el coche directo de Coira a Tirano, introducido en 1969, el Ferrocarril Rético creó en 1973 el Bernina Express. En los primeros años era necesario cambiar de locomotora en la estación de Samedan por las diferentes tensiones de la catenaria, parada que también se aprovechaba para desacoplar los coches con destino a St. Moritz. En Samedan se acoplaba una locomotora de doble fuente de energía tipo Ge 4/4, que arrastraba al tren con tracción diésel hasta Pontresina. Con ocasión de una remodelación de la estación de Pontresina, se habilitó una vía para la conmutación de la corriente, por lo que el cambio de locomotora se efectúa en Pontresina desde 1982.

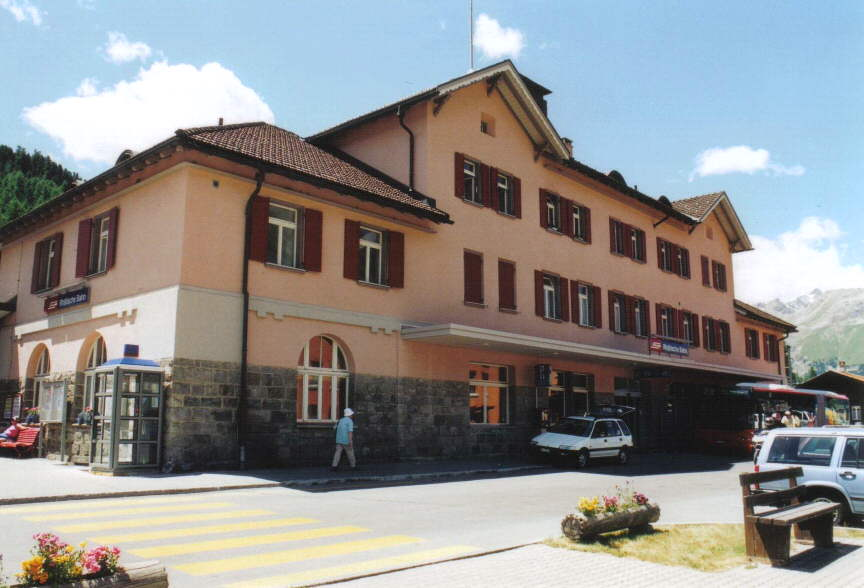
Estación del Ferrocarril Rético en Pontresina.

Para satisfacer el aumento de la demanda, el Ferrocarril Rético introdujo en 1985 un segundo par de trenes llamados Bernina Express, a los que siguió, en 1993, un servicio rápido entre St. Moritz y Tirano, que en 1995 fue completado mediante un tren directo Landquart - Davos - Tirano, denominado al principio Heidiland-Bernina Express y, de 1999 a 2005, Heidi Express. Por último, se puso en servicio en 2007 el Trenino rosso de Tirano a St. Moritz y vuelta por la tarde, para que los pasajeros procedentes de Italia pudieran disfrutar de día de la línea del Bernina en un coche panorámico. Estos dos trenes también se llaman Bernina Express desde 2008.